# Karamyszewka
Karamyszewka (ros. Карамышевка) – wieś w Rosji, w obwodzie saratowskim, w rejonie krasnoarmiejskim. W 2010 liczyła 421 mieszkańców.